# Пиринен, Юха
Юха Пиринен (фин. Juha Pirinen; родился 22 октября 1991 года, Валкеакоски, Финляндия) — финский футболист, защитник клуба «Тренчин» и сборной Финляндии.

## Клубная карьера
Юха Пиринен — воспитанник клуба «Хака». В 2008 году он дебютировал в Вейккауслиге, за основной состав. В 2009 году Юха перешёл в «Тампере Юнайтед». 14 мая в матче против своего бывшего клуба «Хаки» он дебютировал за новую команду. 3 мая 2010 года в поединке против «МюПа-47» Пиринен забил свой первый гол за «Тампере Юнайтед». В 2011 году Юха вернулся в «Хаку». 8 сентября в поединке против «ВПС» он забил свой первый гол за клуб. В 2012 году команда вылетела из элиты, но Юха остался и помог ей спустя год вернуться обратно.
В начале 2014 года Пиринен перешёл в МюПа-47. 6 апреля в матче против «Хонки» он дебютировал за новую команду.
По окончании сезона Юха присоединился к клубу «РоПС». 12 апреля 2015 года в матче против ХИКа он дебютировал за новую команду. 29 апреля в поединке против «ХИФКа» Пиринен забил свой первый гол за РоПС. В начале 2017 года Юха перешёл в «ХИК». 5 апреля в матче против ВПС он дебютировал за новую команду. В своём дебютном сезоне Пиринен стал чемпионом Финляндии и завоевал национальный кубок.
С 2019 года игрок норвежского «Тромсё».

## Международная карьера
10 января 2016 года в товарищеском матче против сборной Швеции Пиринен дебютировал за сборную Финляндии.

## Достижения
ХИК
- Чемпионат Финляндии по футболу — 2017
- Обладатель Кубка Финляндии — 2017